# Cantieri Navali Codecasa
I Cantieri Navali Codecasa S.p.A., con sede a Viareggio e stabilimenti a Viareggio e a Pisa, sono specializzati nella cantieristica navale, con particolare riguardo nella progettazione e costruzione di diverse tipologie di yacht e motovedette.

## Storia
Le origini dei Cantieri Navali Codegasa S.p.A. risalgono al 1825, ad opera di Giovanni Battista Codecasa che iniziò l'attività di maestro d’ascia a Viareggio, e l’odierno Gruppo dei Cantieri Navali Codecasa è ancora oggi gestito dai discendenti del fondatore.
Nel 1902, un suo omonimo discendente, Giovan Battista Codecasa detto Tistino (nato nel 1875), proseguì nella tradizione familiare, creando con il padre Antonio un proprio cantiere per la costruzione di navi a vela, dopo avere ottenuto in concessione 1.258 metri quadri di terreno demaniale a levante della Darsena Lucca di Viareggio, terreno sul quale vennero edificati gli stabilimenti del cantiere navale "Antonio Codecasa e Figli".
Sotto la gestione di Giovan Battista Codecasa nello stabilimento vennero realizzati oltre cinquanta imbarcazioni a vela, oltre a pescherecci, pontoni, bettoline ed imbarcazioni e natanti di ogni tipo. Al suo ritiro nel 1946 la gestione dell'azienda di famiglia venne affidata ai figli Ugo e Sandro, saranno loro a guidare l'azienda nei cambiamenti del settore che in quegli anni vede l'inizio della costruzione delle barche in acciaio.
Nel 1973 Ugo Codecasa venne avvicendato, nella direzione del Cantiere Navale, dal figlio Fulvio e sotto la sua direzione alla produzione di barche da lavoro venne affiancata quella di yacht di lusso. Nel 1977 nella nuova Darsena di Viareggio sono stati realizzati i nuovi Cantieri Navali Ugo Codecasa S.p.A. e nel 1982 i vecchi Cantieri Navali Codecasa sono stati trasformati nella Società per Azioni CodecasaDue S.p.A., ai quali si sono aggiunti i nuovi Cantieri Navali Codecasa Tre S.p.A. realizzati nel 1987 nella nuova Darsena di Viareggio. Contemporaneamente vengono varate le prime imbarcazioni di lusso: il Gram, e successivamente G.V. First, il BahariTu e il Na-Que.
Nel 1985 a Fulvio Codecasa si affianca la figlia Fulvia e in seguito l'altra figlia Elena. Poi si aggiungeranno alla gestione dell’impresa i rispettivi mariti, Ennio Buonomo e Fabio Lofrese, proseguendo così la tradizione familiare. 
Nel 2011 parte della produzione è stata trasferita nei nuovi stabilimenti nella Darsena dei Navicelli a Pisa.

## Gli stabilimenti

### Cantieri Navali Ugo Codecasa S.p.A. e Cantieri Navali Codecasa Tre S.p.A.
I Cantieri Navali Ugo Codecasa S.p.A. e i Cantieri Navali Codecasa Tre S.p.A. ubicati nell'area del porto nuovo di Viareggio, sono specializzati nella realizzazione di yacht dai 40 ai 90 metri di lunghezza, in acciaio ed alluminio. Gli stabilimenti si estendono ciascuno su due aree di 7.000 metri quadrati, di cui 6.000 metri quadrati permanentemente al coperto. In prossimità dei Cantieri Navali Ugo Codecasa S.p.A. e dei Cantieri Navali Codecasa Tre S.p.A., nell'area del porto nuovo di Viareggio, si trova anche il sito produttivo Codecasa DR11, adibito alla costruzione di Yacht Open veloci, totalmente in alluminio, dai 35 metri ai 40 metri di lunghezza, che ha una estensione 1023 metri quadrati, di cui 745 coperti.

### Cantieri Navali CodecasaDue S.p.A.
I Cantieri Navali CodecasaDue S.p.A., ubicati su una delle banchine più antiche del Porto di Viareggio, si estendono su un’area di 6500 metri quadrati, di cui 3500 metri quadrati al coperto. Negli stabilimenti vengono realizzati costruttori di motoryacht in acciaio ed alluminio, o totalmente in alluminio, fino a 35 metri di lunghezza, ed offrono anche strutture ed equipaggiamenti in grado di riparare e ristrutturare imbarcazioni a motore e a vela fino a 40 metri di lunghezza fuori tutto. Negli stabilimenti CodecasaDue sono state realizzate per la Guardia Costiera italiana le motovedette costiere "Ognitempo" della Classe 800, realizzate in due serie nel 1994 e nel 2001 e le motovedette d'altura "Ognitempo" Classe 300 "Ammiraglio Francese", realizzate nel 2009.

### Navicelli
Gli stabilimenti ubicati nella Darsena dei Navicelli a Pisa sono i più recenti.

## Galleria d'immagini

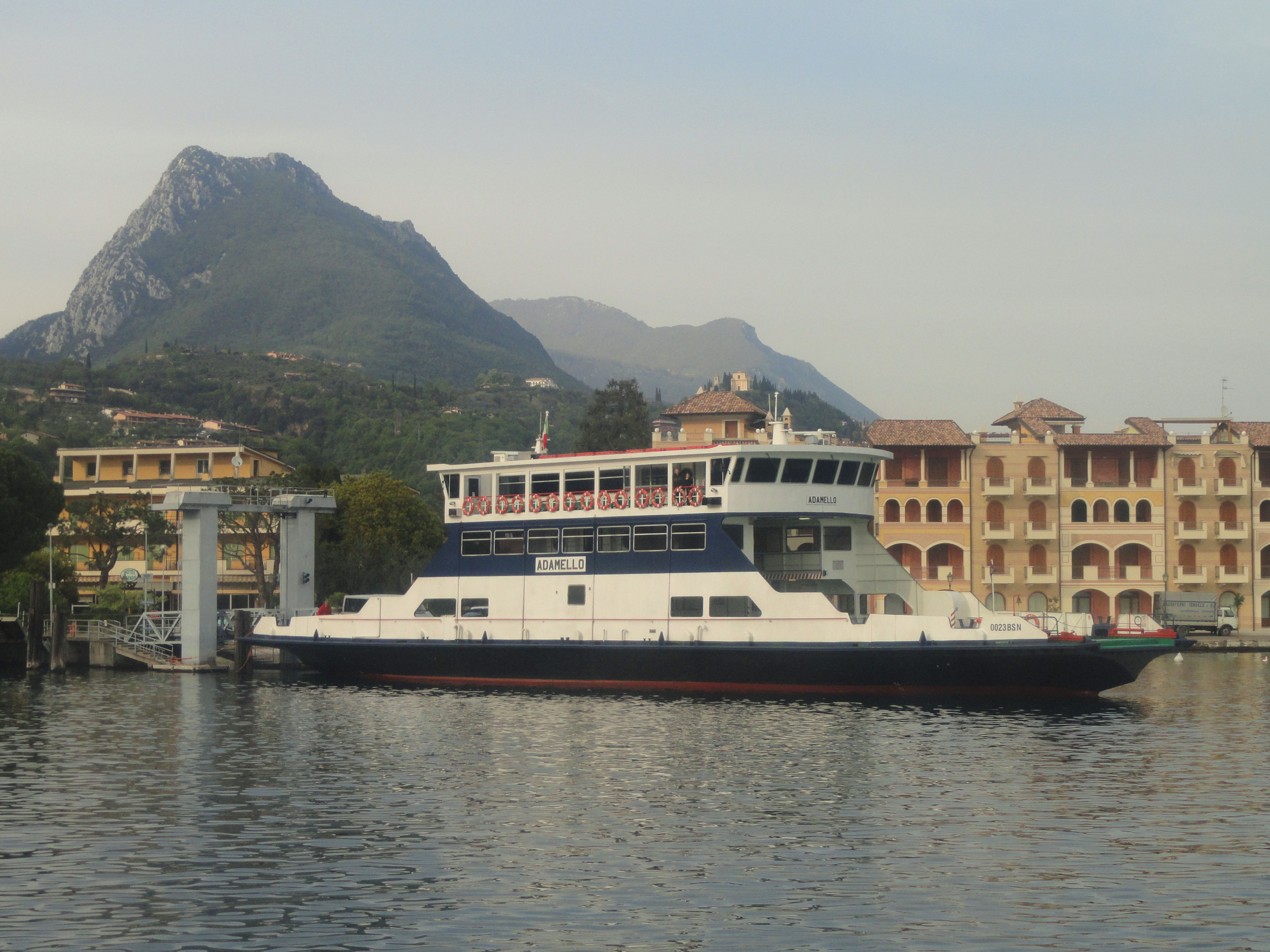
Nave lacustre Adamello in servizio sul Garda
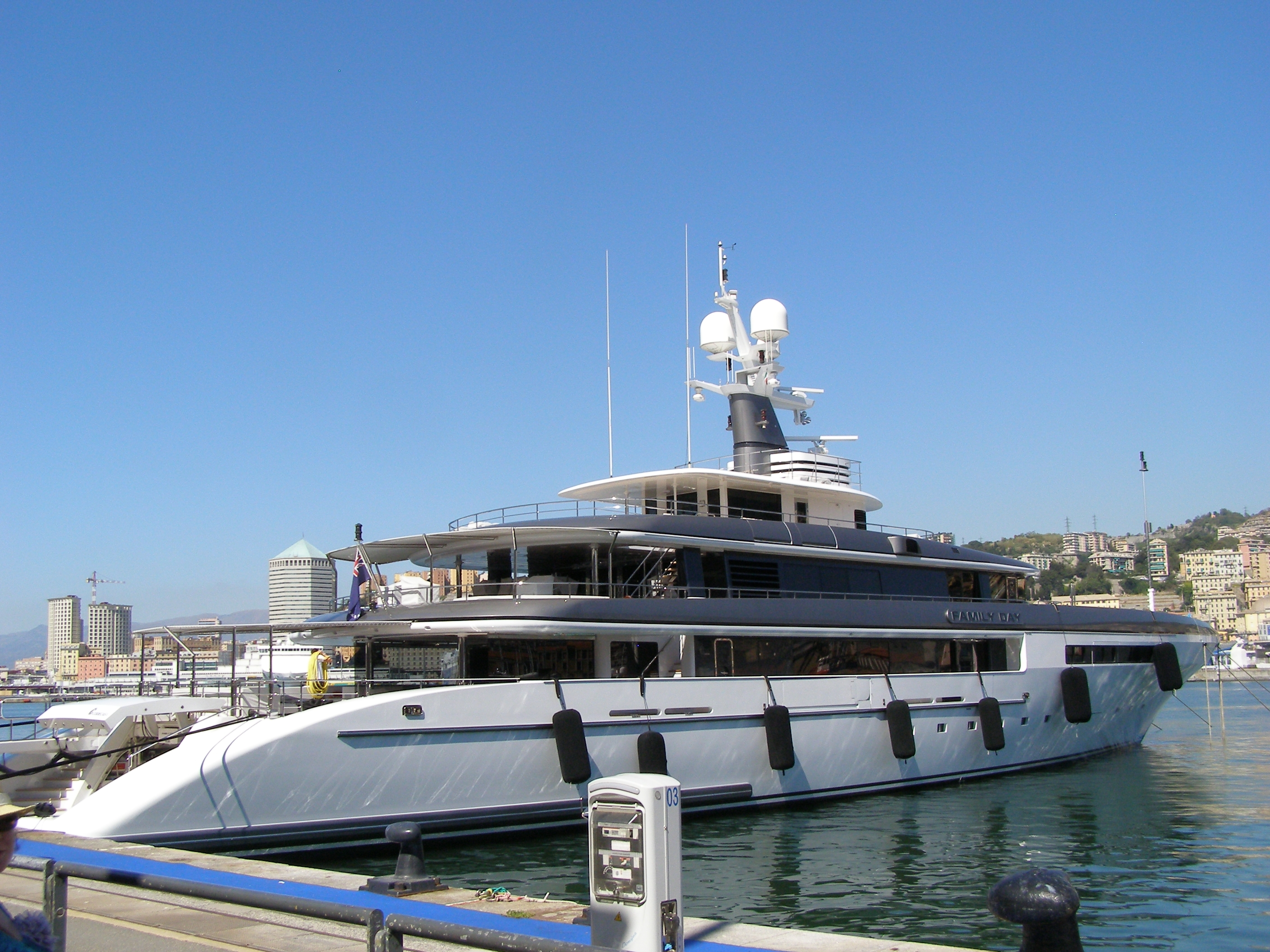
Yacht Family Day a Genova
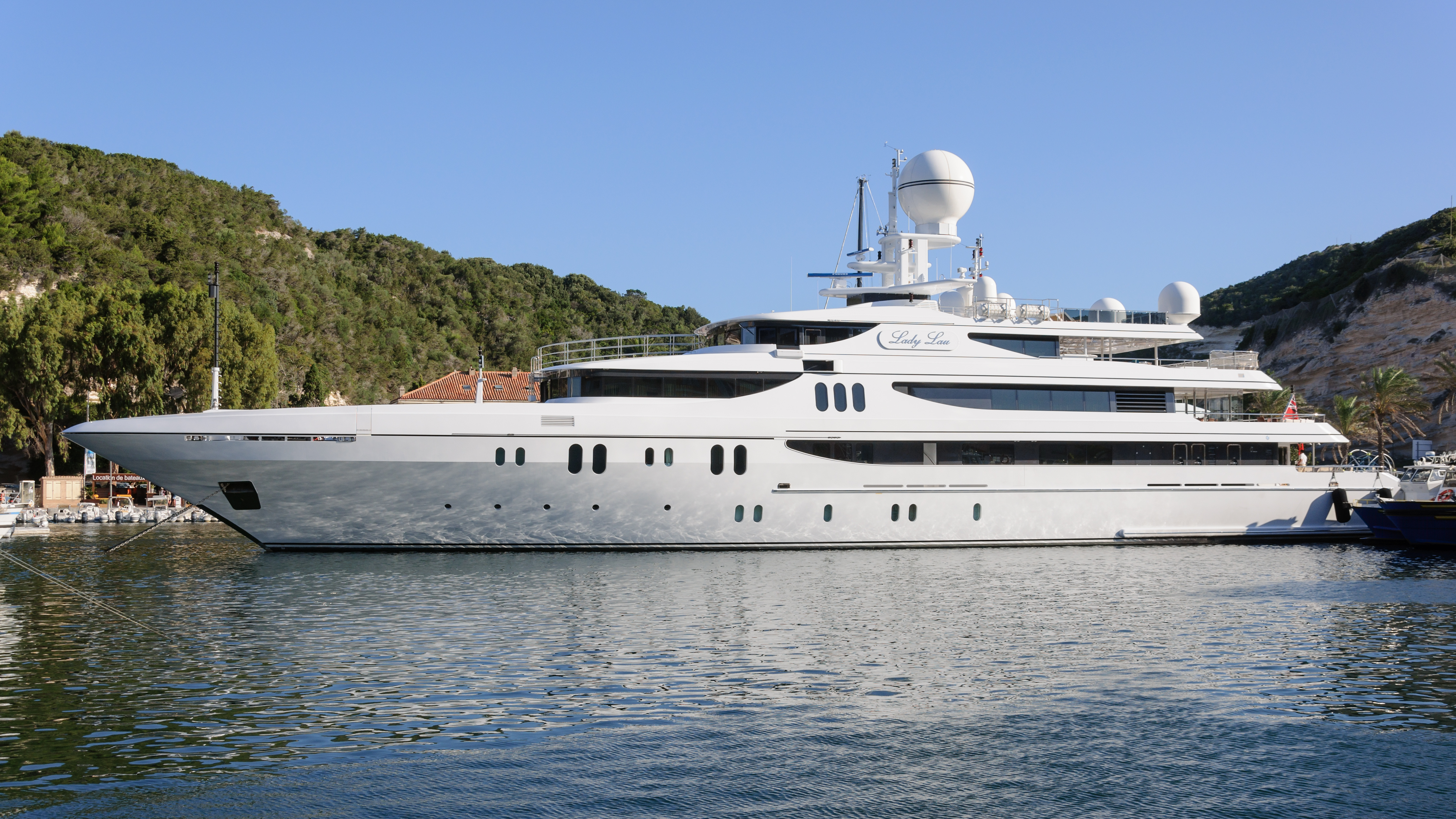
Yacht Lady Lau a Bonifacio
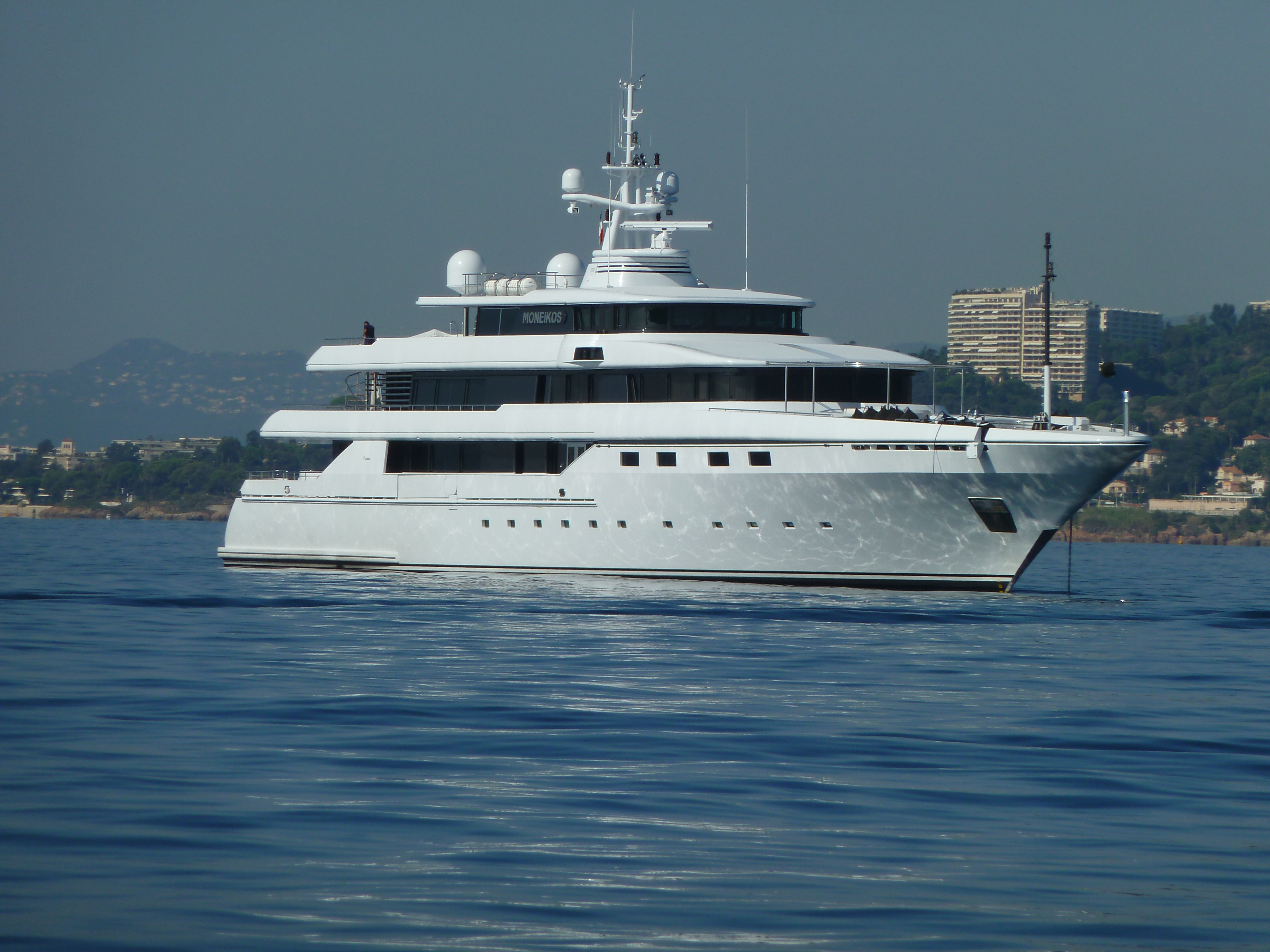
Yacht Moneikos a Juan les Pins

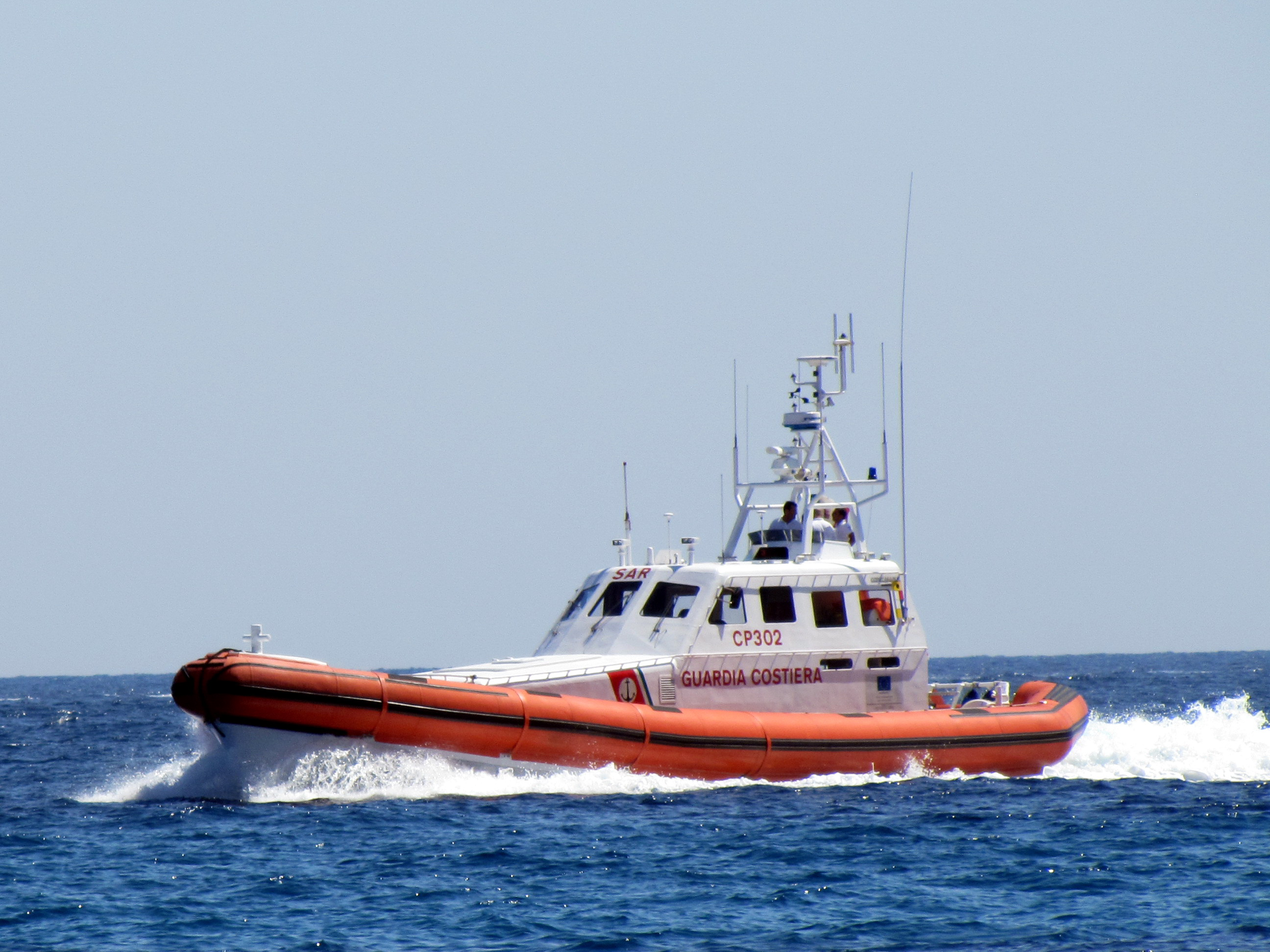
Motovedetta CP 302 a Mondello
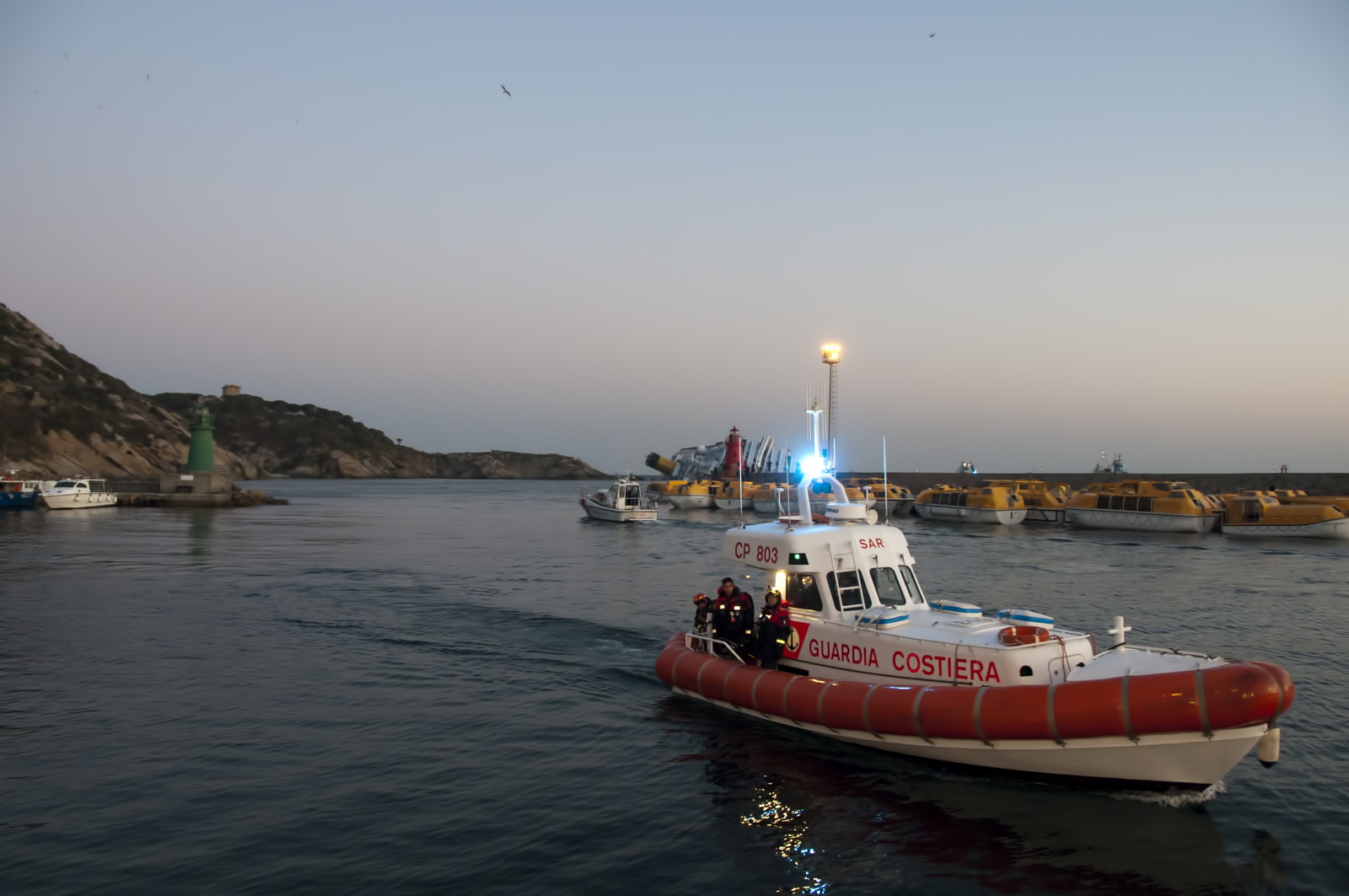
Motovedetta CP 803 al Giglio
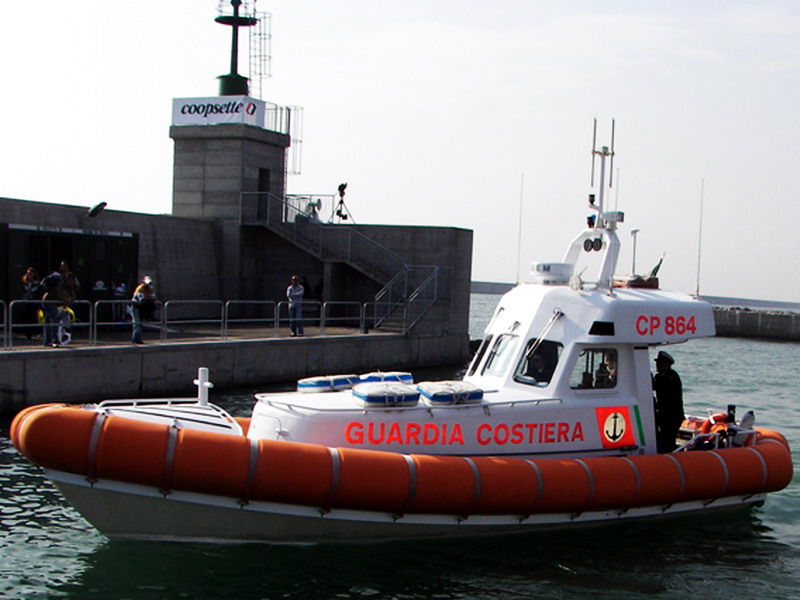
Motovedetta CP 864 a Genova
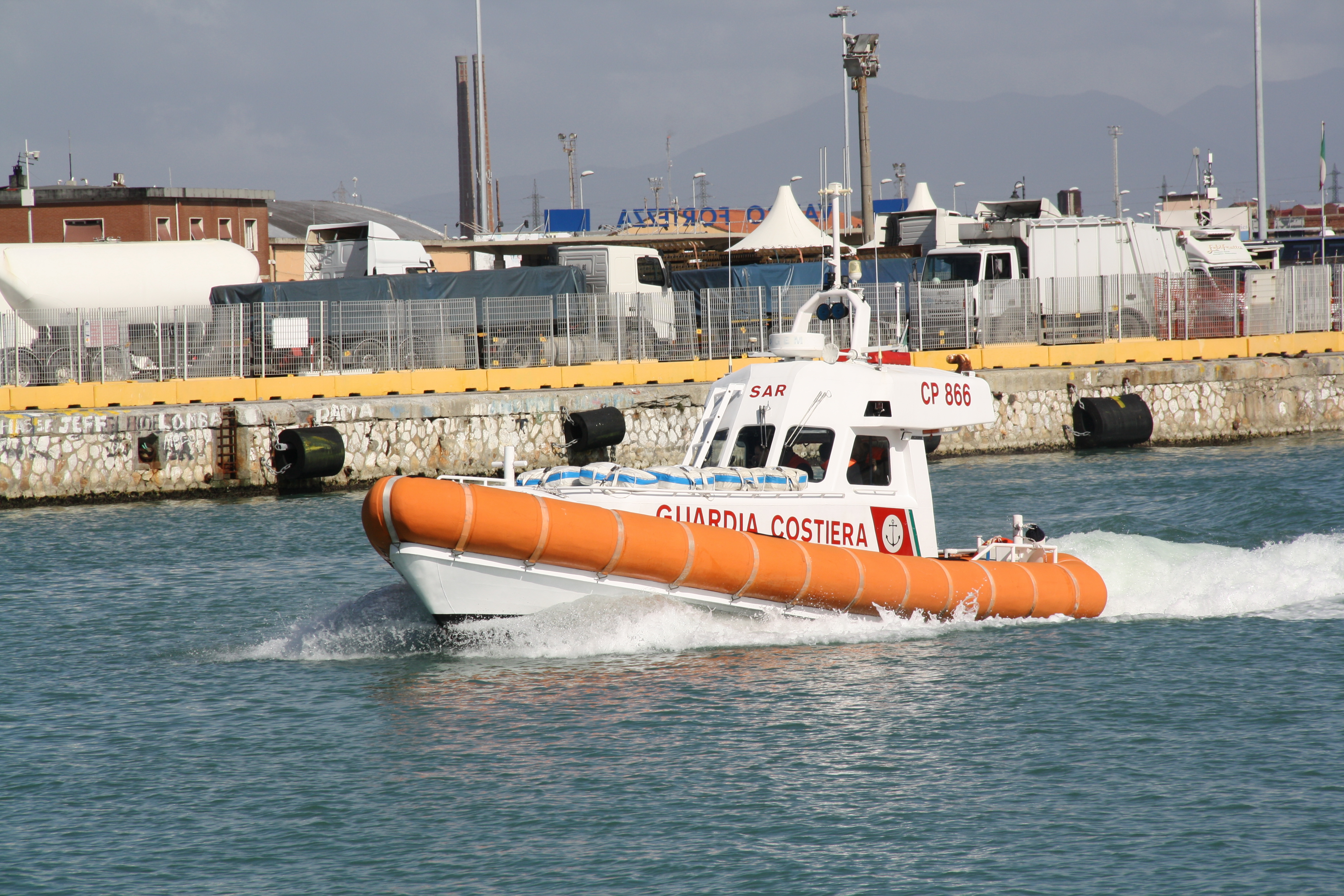
Motovedetta CP 866 a Livorno
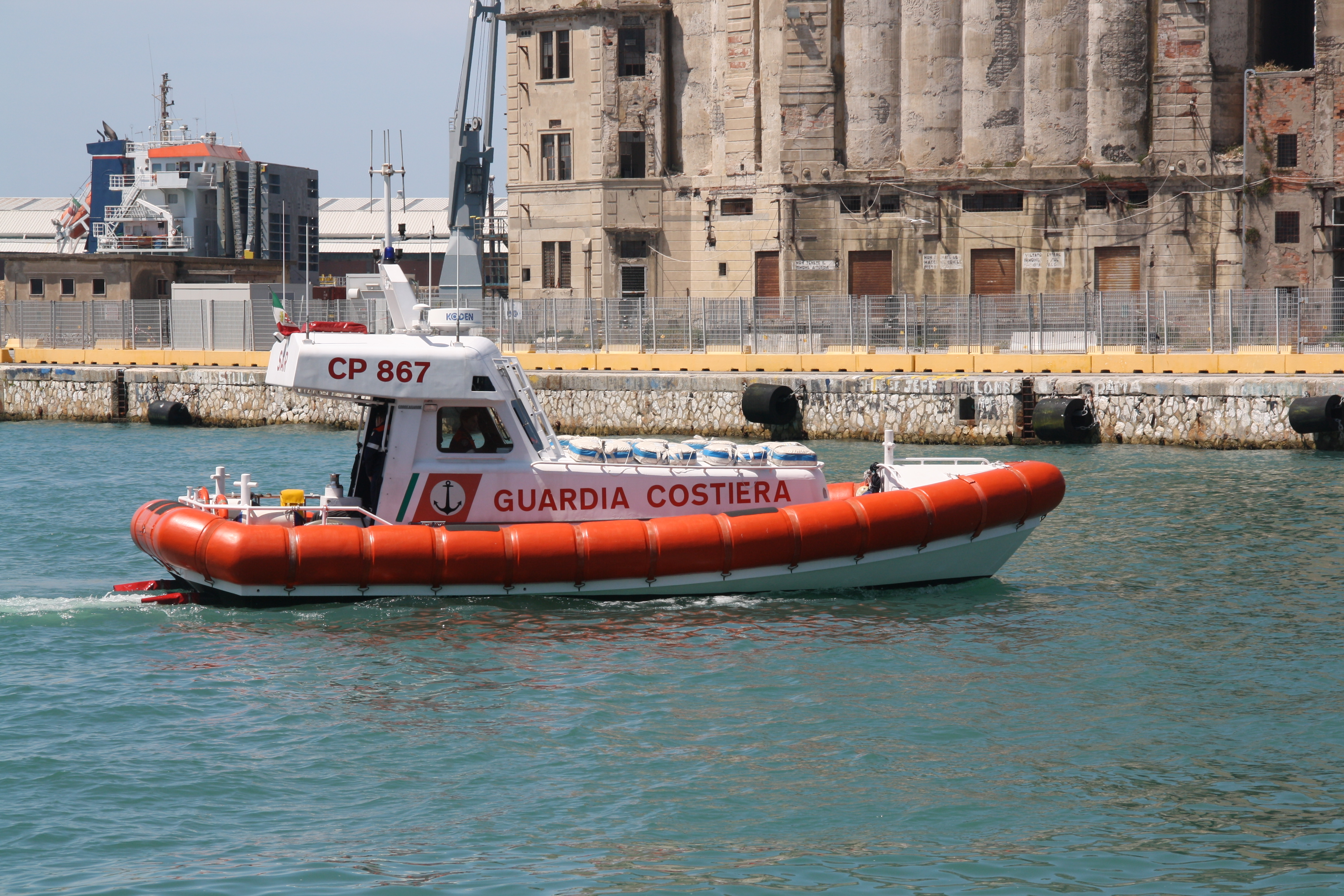
Motovedetta CP 867 a Livorno